# NGC 4484
NGC 4484 é uma galáxia espiral (Sc) localizada na direcção da constelação de Virgo. Possui uma declinação de -11° 39' 06" e uma ascensão recta de 12 horas, 28 minutos e 52,7 segundos.
A galáxia NGC 4484 foi descoberta em 9 de Março de 1828 por John Herschel.